# Mănăstirea Pantocrator

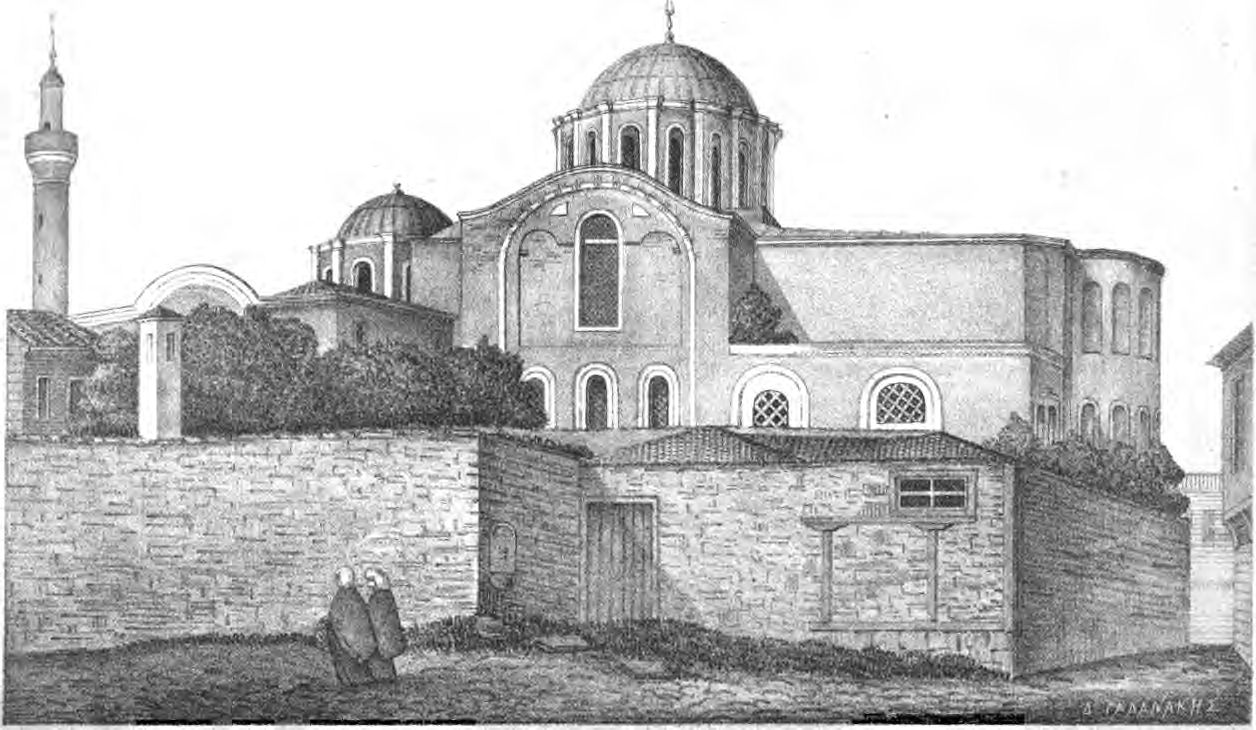

Mănăstirea Pantocrator (în greacă Παντοκράτορος) este o mănăstire de pe Muntele Athos

### Întemeiere și construcție
Mănăstirea a fost fondată pe la anul 1357 de Alexie Stratopedarcul și Ioan Primikerios, care sunt amândoi înmormântați acolo. Aceasta a fost construită pe ruinele mănăstirii Ravdouchou, care fusese jefuită de pirați în perioada ocupației francilor (după cucerirea din 1204 a Constantinopolului de către latini).
Biserica principală a mănăstirii (katholikonul), care datează din secolul al XIV-lea, are hramul Schimbarea la Față a Mântuitorului. Datorită locului foarte strâmt, biserica este relativ mică. Este construită în stil athonit și are fresce pictate de artiști ai „școlii macedonene”. Picturile murale au fost restaurate în 1854 de către pictorul Matheos din Naousa.
Trapeza mănăstirii a fost construită în anul 1841. Mănăstirea mai are opt paraclise în interiorul zidului de incintă și altele șapte în exterior, plasate printre numeroasele colibe ale pustnicilor. De asemenea, schitul „Sf. Ilie Tesviteanul” aparține tot de mănăstirea Pantocrator.
Mănăstirea Pantocrator a fost grav afectată de un incendiu izbucnit în anul 1773, dar a fost reparată de către Chiril, mai marele sacristiei.
Daunele provocate de un alt incendiu, în 1948, au fost reparate de către Serviciul de restaurare din Grecia.

### Ctitori români
O perioadă, după ce a fost afectată de un cutremur puternic, mănăstirea Pantocrator a stat multă vreme pustie. A fost reparată însă de către unii români evlavioși. Astfel, Banul Gavril din Țara Românească, împreună cu alți boeri creștini au refăcut-o, au zugrăvit-o și au împodobit-o frumos. Tot ei trimeteau ulterior bani pentru întreținerea monahilor. Mănăstirii Pantocrator i-a fost închinată Mănăstirea Căscioarele (actualmente în județul Giurgiu, România).
Aci a viețuit călugărul malorus Paisie Velicicovschi (Cuviosul „Paisie de la Neamț”, + 1794), reorganizatorul vieții monahale din Moldova.

## Odoare

### Cărți și manuscrise
În biblioteca Mănăstirii Pantocrator se găsesc circa 350 codice, două pergamente liturgice și 3500 de cărți. Câteva codice au fost însă furate în ultimii ani.
Se mai găsesc în bibliotecă: o evanghelie pe pergament, scrisă foarte mărunt cu litere aurite de către Ioan Colibașul în secolul al XIII-lea și o psaltire cu 12 miniaturi, care se păstrează în sfântul altar. Tot pe pergament foarte vechi se găsesc 66 manuscrise cuprinzând scrieri din secolele XI-XIV.

### Icoane
Pe lângă veșminte și alte obiecte liturgice, mănăstirea deține icoana Maicii Domnului zisă „Gherontissa” (bătrâna), îmbrăcată în argint de către Filaret mitropolitul Moscovei.
Cu aceasta icoană „Gherontissa” s-a întâmplat următoarea minune: starețul, care era grav bolnav la pat, a trimis vorbă preotului care făcea liturghia să termine slujba mai repede și să vină să-l împărtășească. Preotul însă nu a ascultat, gândindu-se că starețul va mai trăi până când va termina slujba și nu s-a grăbit. Atunci Maica Domnului a strigat din această icoană, spunându-i să asculte cuvântul starețului. Preotul, înfricoșat, a terminat slujba cât a putut de repede și s-a dus și l-a împărtășit pe stareț, după care starețul s-a săvârșit în pace.

### Moaște
Sfinte moaște care se află la Mănăstirea Pantocrator:
- Un deget de la piciorul Sf. Ioan Botezătorul
- Piciorul cu pulpa Sf. Apostol Andrei (cel Întâi chemat)
- Scutul Sf. Mercurie
- Capul Sf. Ioan cel Milostiv
- Capul Sf. Teodor Stratilat
- Părticele din moaștele Sf. arhidiacon Ștefan, a Sf. Ignatie, a Sf. apostol Tit și a Sf. Constantin cel Mare.